# Дафне Росен
Дафне Авива Росен (на английски: Daphne Aviva Rosen) е американска порнографска актриса от еврейски произход, родена на 9 юни 1982 г. в град Тел Авив, Израел и израснала в Амхърст, щата Масачузетс, САЩ.

## Награди и номинации
- 2005: AVN награда за най-добра групова секс сцена.[3]
- 2010: Номинация за AVN награда за най-добра групова секс сцена.[3]